# Spinatimonomma chapini
Spinatimonomma chapini es una especie de coleóptero de la familia Monommatidae.

## Distribución geográfica
Habita en Filipinas.